# Ananas sagenaria
Ananas sagenaria (лат.) — вид однодольных растений рода Ананас (Ananas) семейства Бромелиевые (Bromeliaceae). Под текущим таксономическим названием описан австрийскими ботаниками Йозефом Августом и Юлиусом Германом Шультесами в 1830 году.
В некоторых источниках растение описывают под названиями Pseudananas sagenarius (Arruda) Camargo либо Ananas comosus var. bracteatus (Lindl.) Coppens & F.Leal, тем самым записывая Ananas sagenaria в качестве синонимичного таксона.

## Распространение, описание

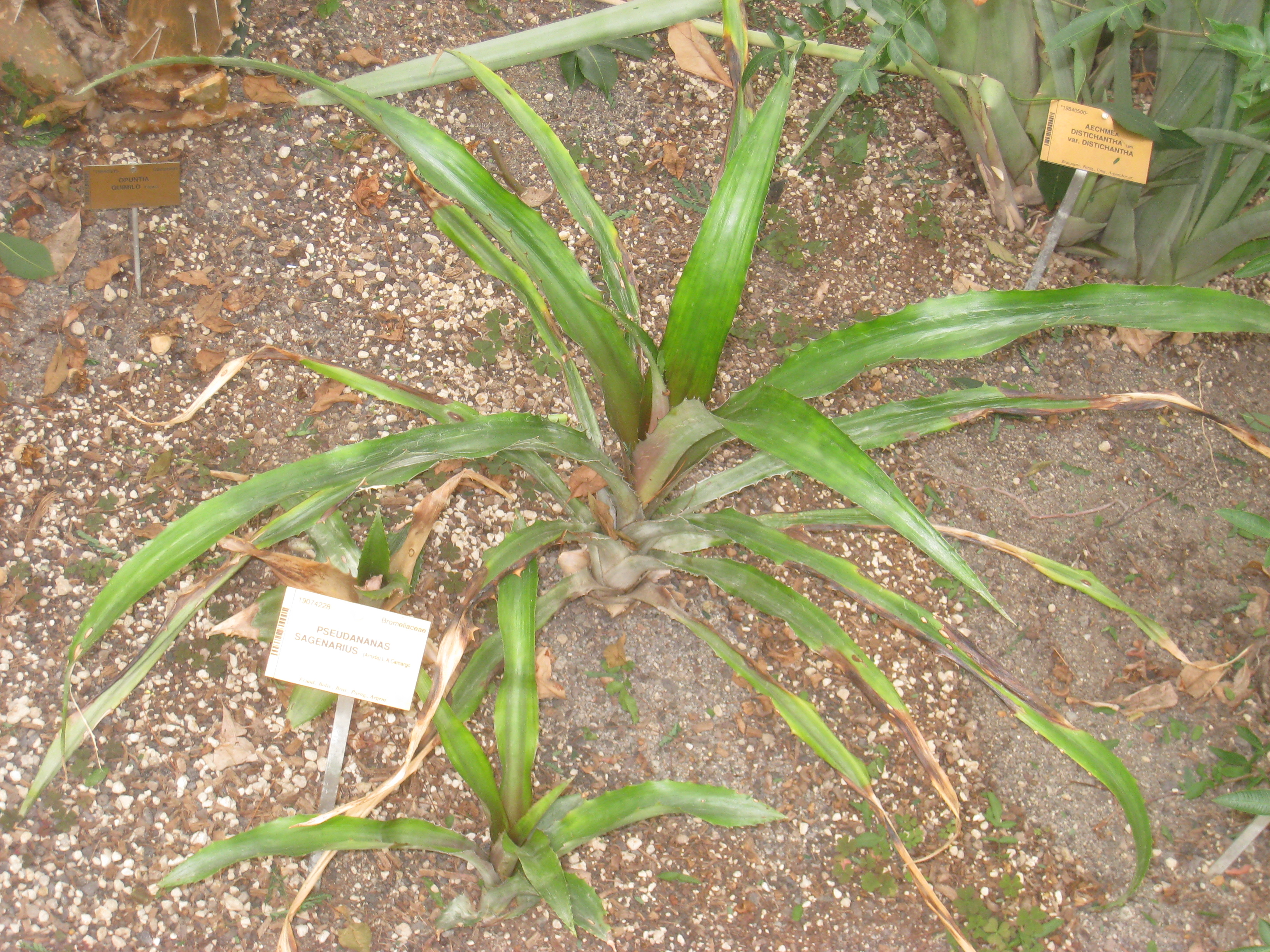
Молодые растения в одном из ботанических садов Бельгии

Распространён в Аргентине, Боливии, Бразилии, Эквадоре и Парагвае.
Многолетнее травянистое растение. Листья удлинённые, до 2,1 м в длину. Соцветие напоминает оное у ананаса крупнохохолкового. Плод красного цвета, по сравнению с плодом культивируемого ананаса (Ananas comosus) более кислый на вкус и содержит меньше сахара.

## Значение
Известный вид рода Ананас — ананас крупнохохолковый (лат. Ananas comosus), активно выращиваемый из-за съедобных плодов, возможно, является гибридным видом, полученным от скрещивания нескольких видов ананаса, включая и Ananas sagenaria.
Из-за красивых цветков и листьев Ananas sagenaria популярен в качестве декоративного растения. Лучше всего растёт при высоких температурах, регулярном поливе и хорошо удобренной почве. Плоды в целом съедобны; используются при производстве местной разновидности вина. В Бразилии из листьев изготавливают волокно («гравата»), из которого производят циновки, гамаки, одежду, рыболовные сети и прочее.

## Синонимы
Синонимичные названия:
- Ananas bracteatus var. sagenarius (Arruda) Bertoni
- Ananas macrodontes E.Morren
- Ananas microcephalus Bertoni
- Ananas microcephalus var. major Bertoni
- Ananas microcephalus var. minor Bertoni
- Ananas microcephalus var. missionensis Bertoni
- Ananas microcephalus var. mondayanus Bertoni
- Ananas microcephalus var. robustus Bertoni
- Ananas sativus var. macrodontes (E.Morren) Bertoni
- Ananas sativus var. sagenarius (Arruda) Bertoni
- Ananas silvestris (Vell.) F.J. Müll.
- Bromelia macrodosa hort. ex E.Morren
- Bromelia sagenaria Arrudabasionym
- Bromelia silvestris Vell.
- Bromelia undulata hort. ex E.Morren
- Pseudananas macrodontes (E.Morren) Harms
- Pseudananas sagenarius (Arruda) Camargo
- Pseudananas sagenarius var. macrodontes (E.Morren) Camargo